# Мазур, Виктория Николаевна
Виктория Николаевна Мазур (4 августа 1946, Могилёв — 1 марта 2015, Минск) — советская и белорусская артистка оперетты, лирико-драматическое сопрано, солистка Белорусского государственного академического музыкального театра, народная артистка Беларуси (1997).

## Биография
Родилась в Могилёве. Её мать была медик, отец — военным. Закончила Могилёвское музыкальное училище (отделение хорового дирижирования), а затем вокальное отделение Белорусской государственной консерватории. Планировала стать оперной певицей, но, учась 4-м курсе консерватории, подала на конкурс вновь формировавшегося театра музкомедии и была принята.
С 1970 года — актриса Белорусского государственного академического музыкального театра, года основания театра, где стала первой примой и проработала в нём более 30 лет. Сыграла более сорока ролей в опереттах, музыкальных комедиях, мюзиклах, выступала в многочисленных концертах перед зрителями Беларуси и зарубежных стран.
Умерла 1 марта 2015 года.

## Награды и премии
- Заслуженная артистка Белорусской ССР (1982).
- Народная артистка Беларуси (1997).[4]

## Работы в театре
- «Королева чардаша» Имре Кальмана — Цецилия
- «Сильва» Имре Кальмана — Сильва
- «Марица» Имре Кальмана — Марица
- «Принцесса цирка» Имре Кальмана — Теодора
- «Фиалка Монмартра» Имре Кальмана — Виолетта и Мадлен
- «Дьявольский наездник» Имре Кальмана — Джулия
- «Летучая мышь» И. Штрауса — Розалинда
- «Ночь в Венеции» И. Штрауса — Аннина
- «Весёлая вдова» Ф. Легара — Ганна
- «Фраскита» Ф. Легара — Фраскита
- «Цыганская любовь» Ф. Легара — Зорика и Илона
- «Хелло, Долли!» Дж. Хермана — Долли
- «Моя прекрасная леди» Ф. Лоу — Элиза Дулитл
- «Пенелопа» А. Журбина — Пенелопа
- «Бабий бунт» Е. Птичкина — Настя
- «Павлинка» Ю. Семеняко — Павлинка
- «Неделя вечной любви» Ю. Семеняко — Олимпиада
- «Поёт „Жаворонок“» Ю. Семеняко — Ирина